# Christopher Gäng
Christopher Gäng, né le 10 mai 1988 à Mannheim, est un joueur de football allemand évoluant au poste de gardien de but.

## Biographie
Christopher Gäng fait ses débuts professionnels le 11 novembre 2008 au sein du Hertha Berlin qui évolue en Bundesliga (1re division allemande).

## Carrière
- 2006-2007 : SV Waldhof Mannheim (Allemagne)
- 2007-présent : Hertha BSC Berlin (Allemagne)